# 에드워드 나타페이

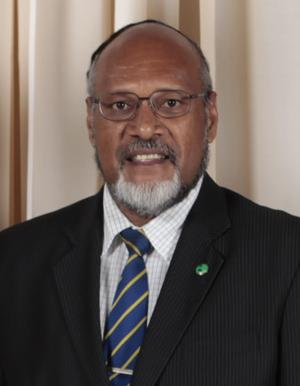
에드워드 나타파이

에드워드 나타페이(Edward Natapei, 1954년 7월 17일 ~ 2015년 7월 27일)는 바누아투의 정치인이다. 2008년 9월부터 2011년 4일까지 총리를 역임했다.